# Naddoddur (båd)
Naddoddur er en berømt færøbåd, bygget 1997. Den er en seksæringur med 2×6 årer. Den var, indtil en teinæringur med 20 årer blev bygget i 2012, den største færøbåd på Færøerne siden 1900.
Båden hører til klubben med samme navn i Tvøroyri på Suðuroy, som blev grundlagt 19. november 1995. Foreningens formål er at bevare den gamle færøske bådkultur. Foreningen arbejder også med at uddanne unge mennesker til at bemande færøbådene også i fremtiden. Klubben har ca. 120 medlemmer.
Naddoddur er opkaldt efter den første viking på Island, Naddodd. Båden, der er bygget af bådebyggeren Jóhan Olsen, Tvøroyri, blev søsat 31. maj 1997. Træet til båden er en gave fra Norge.
1997 sejlede og roede besætningen til Trondheim, en tur der varede 3 døgn.
I 1998 fulgte en tur til Eysturland på Island. Naddoddur deltog også i kaproning i 12-mandsfartøjsklassen (uden for den egentlige konkurrence om mesterskabet) på Ólavsøkan det samme år.
Da det nordiske ro- og kulturmøde (en færøsk begivenhed hvertandet år) var i Slesvig 2004 til byens 1200-år-jubilæum, var Naddoddur uden tvivl en særlig attraktion.
- Naddoddur i 2016
- Naddoddur i Slesvig
- Naddoddurs 12 årer
- Jóhan Olsen, bådbygger, som har bygget Naddoddur. Her bygger han en anden båd.

## Vikingerejsen og ulykken
I august 2024 begav en besætning på seks eventyrere/udforskere sig om bord på Naddoddur, og ud på en historisk rejse fra Færøerne til Norge. Formålet med ekspeditionen var at ære vikingenavigatøren Naddodd, bevare vikingekulturen og videregive navigationsfærdigheder til kommende generationer.
Før starten på ekspeditionen til Norge samledes alle eleverne (ca. 550) fra Suðuroy i begyndelsen af skoleåret i Salthallen i Tvøroyri.
Den 27. august 2024, efter 4 dage til søs, på ekspeditionen »The Viking Voyage«, kæntrede båden i en storm ca. 100 km ud for den norske ø Vågsøy, da den var på vej fra Tvøroyri på den færøske ø Suduroy til Ålesund under den schweiziske skipper og ekspeditionsleder Andy Fitze. Af den internationale besætning på seks mistede Karla Dana, en 29-årig mexicansk arkæolog, der boede i USA, livet; de øvrige fem blev reddet. Karla blev fanget i den kæntrede båd, mens de andre fem reddede sig selv i en redningsflåde. Den forliste båd blev bugseret til Måløy havn, hvorefter den blev bragt tilbage til Tvøroyri. Naddoddur fik nogle skader under ulykken og bjærgningsoperationen, som dog kan repareres. 

### Besætning på  »The Viking Voyage«
- Andy Fitze - Ekspeditionsleder, skipper - The Explorers Club-medlem
- Livar Nysten - Oceanroer - Verdensrekordholder
- Karla Dana✟ - Vikingearkæolog - The Explorers Club-medlem[4][5][6]
- Martin Fitze - Mesterstyrmand
- Georg Aebi - Overlevelsesekspert i naturen
- Säny [Sandra] Blaser - Fotograf[7]